# Машенькин концерт
«Машенькин концерт» — советский рисованный мультфильм для детей, который создал в 1948 году режиссёр Мстислав Пащенко.

## Сюжет
Маленькой Машеньке на день рождения подарили куклу-негритёнка. Негритёнок Том выглядит очень грустным, и девочке хочется его развеселить. Вместе со своими игрушками она устраивает концерт для Тома, в котором участвуют матрёшки, плюшевый медвежонок, обезьянка… И хотя всё это происходит во сне, наутро, проснувшись, Машенька видит на лице Тома радостную улыбку.

## Создатели фильма
| Сценарий и постановка      | Мстислав Пащенко |
| Композитор                 | Исаак Дунаевский |
| Художник-постановщик       | Георгий Позин |
| Оператор                   | Михаил Друян |
| Звукооператор              | Николай Прилуцкий |
| Ассистент режиссёра        | Е. Казанцева |
| Ассистент художника        | В. Нечаева |
| Технический ассистент      | Лидия Ковалевская |
| Монтажёр                   | Лидия Кякшт |
| Художники-мультипликаторы: | Надежда Привалова, Пётр Репкин, Борис Степанцев, Лидия Резцова, Григорий Козлов, Рената Миренкова, Елизавета Комова, Борис Петин, Лев Позднеев, Дмитрий Белов |
| Xудожники-декораторы:      | Ирина Светлица, Елена Танненберг |
| Роли озвучивали:           | Виктория Иванова — Маша, Зинаида Бокарёва — Мама |

## Переозвучка
В 2001 году мультфильм был отреставрирован и заново переозвучен компаниями ООО «Студия АС» и ООО «Детский сеанс 1». В новой версии была полностью заменена фонограмма, к переозвучиванию привлечены современные актёры, в титрах заменены данные о звукорежиссёре и актёрах озвучивания. Переозвучка была крайне негативно воспринята как большинством телезрителей, так и членами профессионального сообщества. Качество реставрации изображения также иногда подвергается критике.

### Роли озвучивали
- Александр Котов — рассказчик

## Переиздания
Мультфильм неоднократно переиздавался на VHS (в 1990-е) и DVD (в 2006, 2007 и 2008 году) в сборниках мультфильмов:
- Лучшие советские мультфильмы, Studio PRO Video (середина 1990-х), VHS
- «Союзмультфильм» сборник № ?, видеостудия «Союз» (середина 1990-х), мультфильмы на кассете: ?
- «Сказки про Машеньку», «Союзмультфильм», мультфильмы на диске: «Машенькин концерт» (1949), «Чудесный колокольчик» (1949), «Машенька и медведь» (1960), «Как Маша поссорилась с подушкой»(1977), «Маша больше не лентяйка» (1978), «Маша и волшебное варенье» (1979), «Огуречная лошадка» (1985).

## О мультфильме
Знаменитый режиссёр-мультипликатор И. П. Иванов-Вано писал:

«Мстислав Пащенко был не только тонким психологом, знатоком детской души, но и великолепным художником, большим мастером мультипликации. Но всё-таки главное достоинство фильмов Пащенко — в совершенстве драматургии. Придавая сценариям первостепенное значение, Мстислав Сергеевич часто писал их сам, проявив незаурядный талант драматурга. Все лучшие его фильмы — „Песенка радости“, „Машенькин концерт“, „Лесные путешественники“, „Непослушный котёнок“, „Необыкновенный матч“, „Старые знакомые“ — отличаются драматургической цельностью».